# Verbascum giganteum
Verbascum giganteum  (лат.) — двулетнее травянистое растение, вид рода Коровяк (Verbascum) семейства Норичниковые (Scrophulariaceae).
Стебель неразветвлённый, прямостоячий, высотой от 100 до 150 см с розеткой крупных листьев у основания. Растение имеет светло-зелёный цвет. Плоды покрыты густым слоем волосков, придающим им мягкость на ощупь. Цветки жёлтые, расположены в длинном и плотном колоске[прояснить].
Цветение и плодоношение с мая по июль.
Вид распространён на Пиренейском полуострове. Он растёт в рыхлом песке пляжей и в подлеске сосновых лесов.

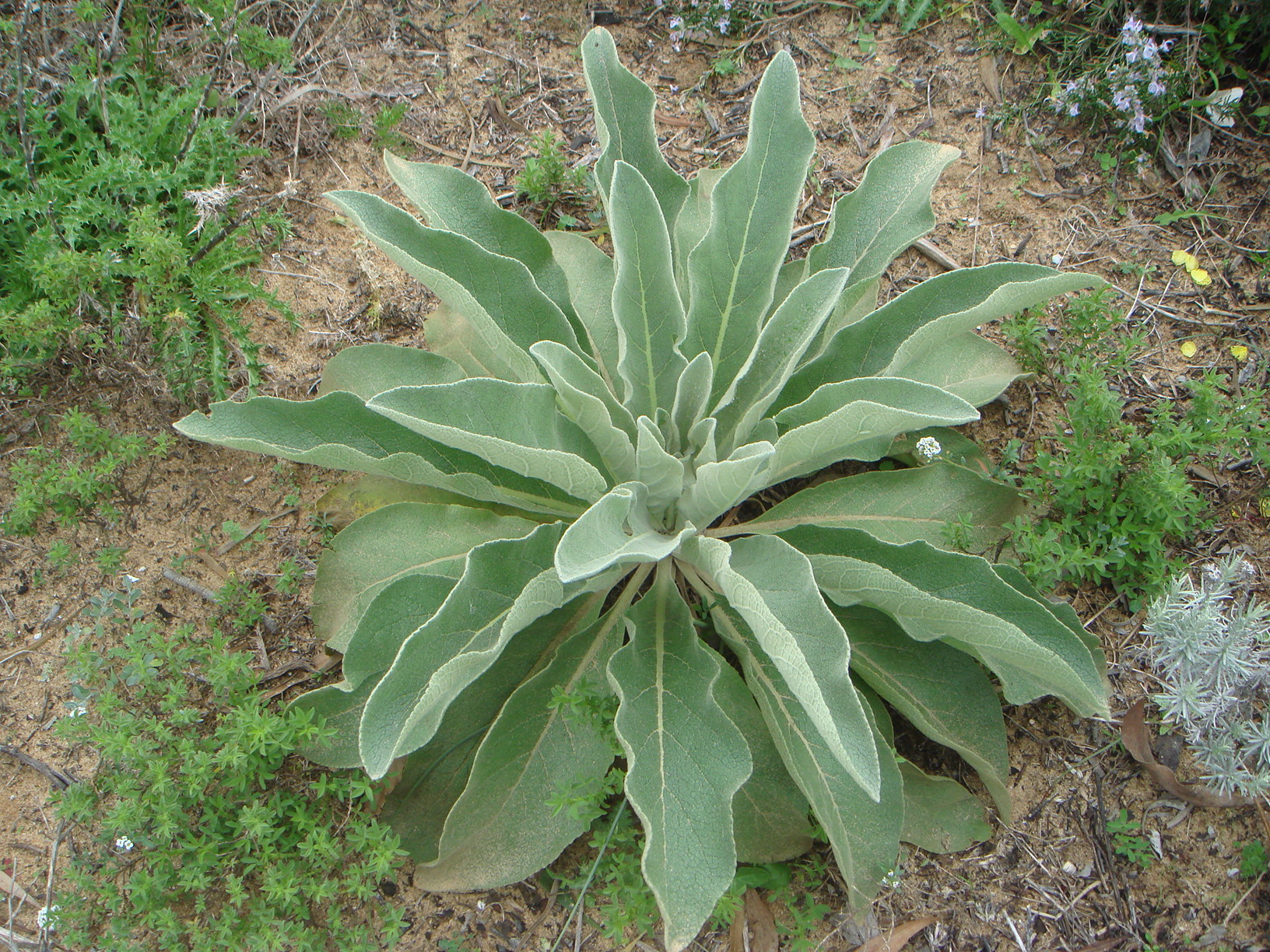
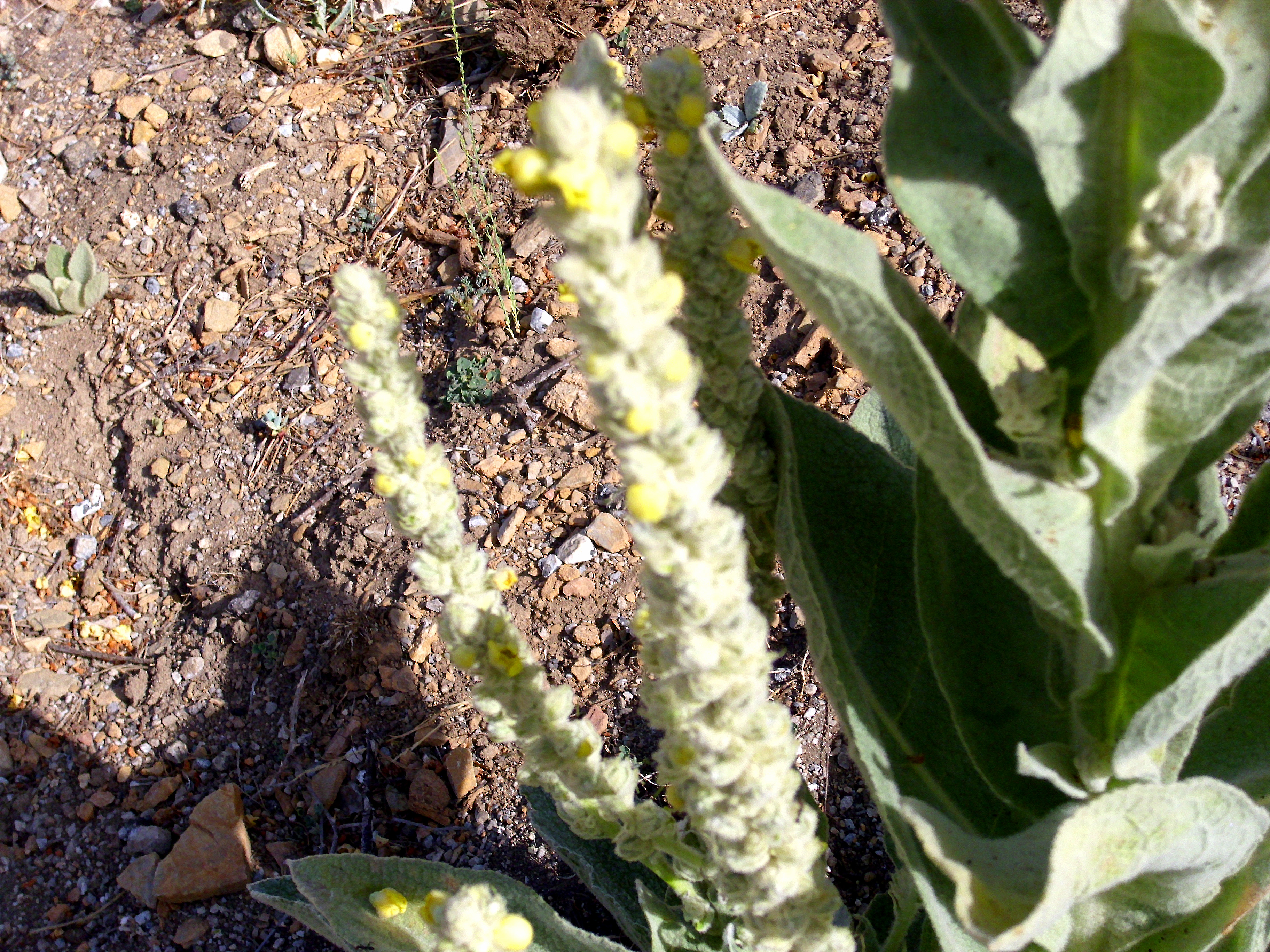